# カンナ 奥州の覇者
『カンナ 奥州の覇者』（カンナ おうしゅうのはしゃ）は、高田崇史による日本の推理小説。カンナシリーズの第4作である。

## 出版履歴
- 2009年：講談社ノベルス、ISBN 978-4-06-182656-4
- 2012年：講談社文庫、ISBN 978-4-06-277387-4

## あらすじ
修験たちに社伝を奪われたと諒司から連絡を受けた甲斐は、貴湖と共に岩手県水沢市に向かう。諒司と合流した2人は社伝が隠されている水沢金剛寺へと向かうが…。

## 登場人物

### 主要登場人物
鴨志田 甲斐 (かもしだ かい)
主人公。諒司からの連絡を受け勇んで岩手へと向かう。
中村 貴湖 (なかむら たかこ)
ヒロイン。甲斐に対して阿弖流為にまつわる3つの疑問を投げかける。
早乙女 諒司 (さおとめ りょうじ)
「蘇我大臣馬子傳暦」を持って逃亡を続ける男性。前作で吉野を超えた後に向かった熊野で修験の襲撃を受け、肩を負傷した上に社伝を奪われる。その修験たちを追って水沢へ行き、保一の元で甲斐達を待ち受ける。

### 岩手の人々
矢崎 保一（やざき やすかず）
水沢市の郷土歴史館の館長。全国の出賀茂神社関係者とも親しかったため、諒司を匿い鴨志田家に連絡を入れる。妻の紀子（のりこ）と二人暮らし。元々地元の修験だったため、縄術が得意。土地開発の名目で阪上田村麻呂が蝦夷に行った残虐な行為をもみ消そうとしている波多野村雲流と敵対関係にある。
矢崎 一馬（やざき かずま）
保一の息子。親に反抗して仙台で一人暮らしをしている。波多野村雲流の一員となり、田村麻呂の歴史捏造に加担している。貴湖を襲ったところを保一に捕らえられるが、突然の地震に乗じて逃亡する。
出雲谷 拓蔵（いずもや たくぞう）
通称・海妖坊。「QED 河童伝説」にも登場した遠野市在住の老人。保一と同じ思想を持った人間として名前だけが登場。
白石 宗旦（しらいし そうたん）
水沢金剛寺の住職。修験者で山蛇（くちなわ）と呼ばれる使い手。以前に金剛寺で修行していた僧から「傳暦」を一時的に預かっていた。

### その他
桑原 崇 (くわはら たかし)
QEDシリーズの主人公。エピローグで同シリーズのヒロイン・棚旗奈々と共に出賀茂神社を訪れる。